# Lumen Müller Lohn
Lumen Müller Lohn (Santo Amparo da Imperatriz, 1979?) é uma major da Polícia Militar de Santa Catarina, primeira oficial trans da corporação.

## Carreira
Lumen Müller Lohn nasceu na cidade de Santo Amparo da Imperatriz, no interior de Santa Catarina, por volta do ano de 1979, filha de um coronel da Polícia Militar de Santa Catarina (hoje na reserva) e de uma professora (atualmente aposentada). Ela cresceu ao lado do quartel de sua cidade.
Ela formou-se em Direito pela Universidade Federal de Santa Catarina e atua nas áreas de "Engenharia de redes, compliance e segurança da informação". Em março de 1998, Lumen foi admitida na Polícia Militar de Santa Catarina, tendo trabalhando em tempo integral em diversos setores: Rede de Computadores; Tecnologia e Redes de Inteligência; Gerente da Rede de Dados; e Diretoria de Saúde e Promoção Social.
Lumen também é professora voluntária de matemática no 'Projeto Integrar', direcionado a vestibulandos em situação de vulnerabilidade social.
Sua sensação de inadequação começou por volta dos 11 anos de idade, mas ela iniciou sua transição de gênero apenas em agosto de 2022. Em outubro de 2022, ela solicitou a requisição do seu nome social, e, em 23 de janeiro de 2023, fez uma apresentação para sua corporação, em que informou que havia iniciado sua transição. Desde então, ela é a primeira oficial travesti da Polícia Militar de Santa Catarina.

## Conselho de justificação
Em 21 de dezembro de 2022, foi encaminhada documentação para o Governo do Estado para abertura de Conselho de Justificação. Aprovado pelo governador do estado Jorginho Mello, em publicação em edição extra do Diário Oficial do Estado de 24 de abril de 2023, o Conselho irá julgar a “capacidade moral e profissional" de Lumen Lohn e "sua permanência nas fileiras" da corporação. O conselho emitirá um parecer a ser encaminhado para chefe o Governador do Estado, que será responsável pela decisão final sobre a permanência de Lumen Lohn na corporação.
Segundo Lumen, o processo que deu origem a esse conselho foi iniciado em novembro de 2022 e está embasado em uma punição leve ocorrida 6 anos antes da abertura, por conta do atraso da entrega de um processo administrativo. "De acordo com a corporação, existem 17 infrações que teriam sido cometidas pela major entre 1999 e 2020". Outra fonte indica que a abertura do Conselho se baseia no "processo 90.193 e o despacho nº 02 da Corregedoria da PM. Ambos são originários de 2022 e tramitam em sigilo".
O Conselho de Justificação que analisará o processo de Lumen é composto pelos tenentes-coronéis José Ivan Schelavin (presidente), Vinícius Valdir de Sá (relator) e Charles Garcia de Souza (escrivão). O prazo para o envio do relatório final para o Governador é de 30 dias após a constituição do Conselho, com possibilidade de prorrogação de parzo por mais 20 dias (por opção do Governador).

## Vida pessoal
Lumen Müller Lohn é uma travesti, lésbica, casada com a professora Lisiane Freitas e mãe de três filhos.